# Condylorrhiza vestigialis
Condylorrhiza vestigialis là một loài bướm đêm trong họ Crambidae.